# Мала сирена (филм из 2023)
Мала сирена (енгл. The Little Mermaid) амерички је фантастични мјузикл из 2023. године. Режију потписује Роб Маршал, по сценарију Дејвида Магија. Играна је адаптација истоименог анимираног филма из 1989. који се темељи на истоименој бајци Ханса Кристијана Андерсена. Насловну улогу тумачи Хале Бејли, док остале улоге играју: Џона Хауер Кинг, Дејвид Дигс, Аквафина, Џејкоб Тремблеј, Нома Думезвени, Арт Малик, Хавијер Бардем и Мелиса Макарти.
Премијерно је приказан 8. маја 2023. у Лос Анђелесу, док је од 26. маја пуштен у биоскопе у САД, односно 24. маја у Србији. Критичари су похвалили глумачку поставу и музику, али су критиковали визуелне ефекте и дизајн ликова.

## Премиса
Мала сирена говори о Аријел (Хале Бејли), најмлађој ћерки краља Тритона (Хавијер Бардем), владара подводног краљевства Аталантика. Аријел, фасцинирана светом људи, заљубљује се у лепог принца Ерика (Џона Хауер Кинг) након што га је спасила током бродолома, те одлучује да га пронађе у свету изнад воде. Њена потрага доводи је у сукоб са оцем, а потом завршава у канџама лукаве морске вештице Урсуле (Мелиса Макарти).

## Улоге
| Улога           | Глумац                 | Српски глас        |
| --------------- | ---------------------- | ------------------ |
| Аријел          | Хале Бејли             | Ирина Арсенијевић  |
| Принц Ерик      | Џона Хауер Кинг        | Душан Свилар       |
| Урсула          | Мелиса Макарти         | Тијана Дапчевић    |
| Краљ Тритон     | Хавијер Бардем         | Ђорђе Давид        |
| Краљица Селина  | Нома Думезвени         | Елизабета Ђоревска |
| Сер Гримсби     | Арт Малик              | Небојша Кундачина  |
| Себастијан      | Давид Дигс (глас)      | Милан Тубић        |
| Иверко          | Џејкоб Тремблеј (глас) | Огњен Стојановић   |
| Мирођија „Мира” | Аквафина (глас)        | Едита              |
| Ванеса          | Џесика Александер      |                    |
| Лашана          | Мартина Лерд           |                    |
| Роса            | Емили Коутс            | Анђела Џаферовић   |
| Хокинс          | Кристофер Фербанк      |                    |
| Мулиган         | Џон Даглиш             |                    |
| Џошуа           | Џуд Акувудике          |                    |
| Перла           | Лорена Андреа          |                    |
| Индира          | Симон Ешли             | Исидора Павловић   |
| Мала            | Каролина Кончет        |                    |
| Тамика          | Сијена Кинг            | Надежда Јаковљевић |
| Карина          | Кајса Мухамар          | Милица Костић      |
| Каспија         | Натали Сорел           | Исидора Зечевић    |